# Mussomeli
Mussomeli er en italiensk by (og kommune) i regionen Sicilien i Italien, med omkring 9.913(2023) indbyggere.  